# Ally Malott
Allyson Malott, detta Ally (Middletown, 31 ottobre 1992), è un'ex cestista statunitense, professionista nella WNBA.

## Carriera
È stata selezionata dalle Washington Mystics al primo giro del Draft WNBA 2015 con l'8ª chiamata assoluta.